# Bemori Taibesi
Bemori Taibesi ist ein historischer Stadtteil der osttimoresischen Landeshauptstadt Dili im Verwaltungsamt Nain Feto. Er entspricht in etwa der Aldeia Mura.

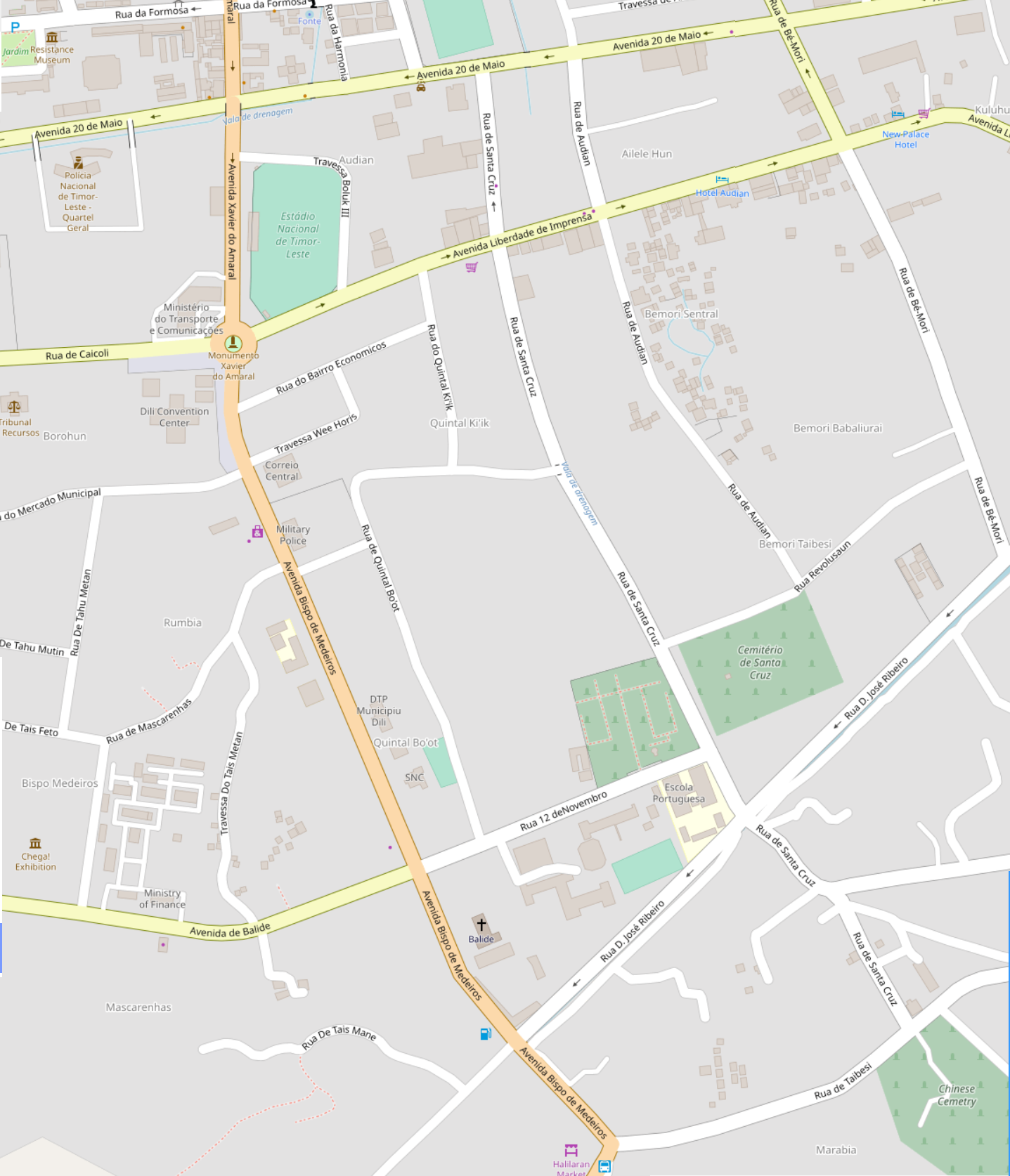
Straßenkarte von Santa Cruz

Westlich von Bemori Taibesi liegen jenseits der Rua de Santa Cruz die Stadtteile Quintal Bot und Quintal Qik, südlich der Rua Revolusaun die Aldeia Donoge, östlich der Rua de Audian und nördlich der Stadtteil Bemori Baba Liu Rai.